# Kvarnån Utanede naturreservat
Kvarnån Utanede naturreservat är ett naturreservat i Ragunda kommun i Jämtlands län.
Området är naturskyddat sedan 2021 och är 13 hektar stort. Reservatet ligger sydväst om Utanede och består Kvarnån och omgivande skog av gran och aspar.